# St. Andreas (Markvippach)

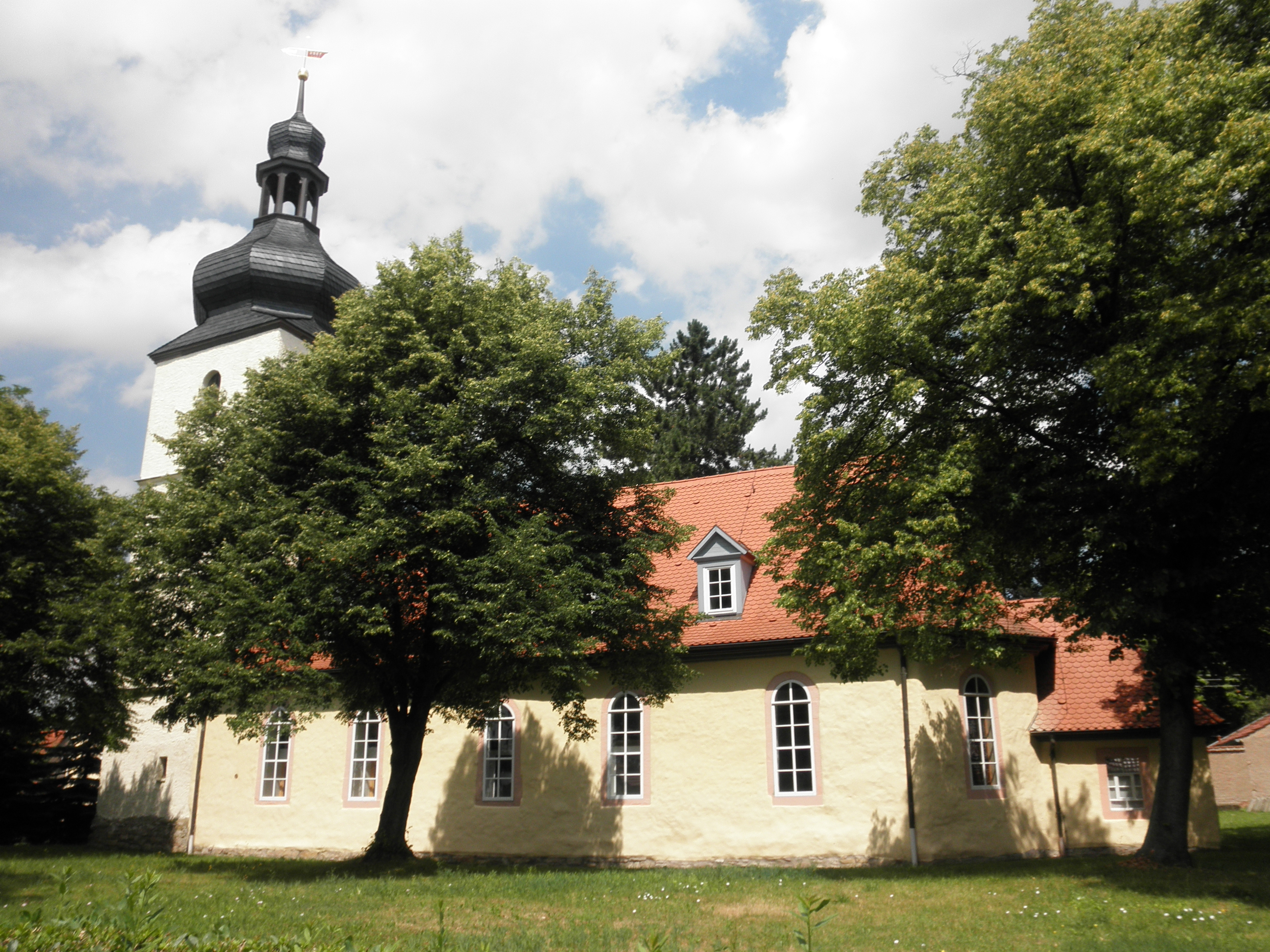
St. Andreas

Die evangelisch-lutherische Kirche St. Andreas steht als weithin sichtbares Wahrzeichen in Markvippach, eine Gemeinde im Landkreis Sömmerda in Thüringen. Die Kirchengemeinde Markvippach gehört zum Pfarrbereich Schlossvippach-Udestedt im Kirchenkreis Apolda-Buttstädt der Evangelischen Kirche in Mitteldeutschland.

## Beschreibung
Die in der Anlage gotische Saalkirche wurde um 1500 erbaut. Sie hat ein langgestrecktes Kirchenschiff, einen dreiseitigen Schluss des Chors und einen eingezogenen Kirchturm im Westen. Im 17. Jahrhundert, ebenso 1702 und 1783, wurde sie baulich verändert. Das Kirchenschiff erhielt Bogenfenster, an der Südseite wurde ein überdachter Aufgang zu den Emporen und im Osten eine Sakristei angebaut. Der Turm wurde mit einer geschweiften schiefergedeckten Haube und einer offenen Laterne barock überformt. Am Turm in Richtung Ortskern ist eine Uhr mit einem hochmodernen funkgesteuerten Werk. Die Glocke schlägt zu jeder vollen und halben Stunde.
Der Innenraum wurde mit einem hölzernen Tonnengewölbe überspannt. Die dreiseitig umlaufenden Emporen sind doppelstöckig. Ferner wurden Logen eingebaut. Der um 1700 gebaute Kanzelaltar hat freistehende Säulen und ist mit Skulpturen geschmückt. Die Wappen derer von Vippach ist von 1596. Die Orgel mit 14 Registern, verteilt auf 2 Manuale und Pedal, wurde um 1810 von einem unbekannten Orgelbauer gebaut.
1992 musste die Kirche wegen Baufälligkeit des Kirchenschiffes gesperrt werden. Über viele Jahre wurde die Kirche renoviert. Nun wird sie wieder benutzt.